# Helmut von Finck
Helmut von Finck (* 12. April 1959) ist ein deutscher Unternehmer, Pferdezüchter und Gestütbesitzer aus der Unternehmerfamilie Finck.

## Leben
Helmut von Finck ist das jüngste Kind des Großgrundbesitzers und Bankiers August von Finck (1898–1980) und dessen zweiter Ehefrau, der Ärztin Gerda von Finck, geb. Mau. Schon früh verfolgte er eigene unternehmerische Wege und engagierte sich unter anderem in der Münchner Gastronomie- und Eventszene.
In den frühen 1980er-Jahren interessierte er sich für alternative Lebenskonzepte und verbrachte einige Zeit in der Gemeinschaft Rajneeshpuram in Oregon.

## Karriere im Pferdesport und in der Zucht
Bereits 1989 entdeckte Helmut von Finck seine Leidenschaft für die Vollblutzucht. Seine ersten Erfolge erzielte er mit hochqualitativen Stuten und renommierten Hengsten, darunter der Top-Steher Flamingo Paradise, der Gr.1-Sieger Waky Nao und die Diana-Siegerin Flamingo Road. Von Finck war Bayerischer Champion der Amateur-Trabrennfahrer und  erzielte zahlreiche Erfolge in dieser Disziplin.
Im Jahr 2000 erwarb von Finck das, 1970 gegründete, Gestüt Park Wiedingen, idyllisch gelegen in der Lüneburger Heide nahe Soltau. Das Gestüt erstreckt sich über 80 Hektar Wald- und Teichgelände, verfügt über 30 Hektar Weideland und 50 Boxen. Eine 2000 Meter lange Gras- und Sandbahn steht zum Anreiten der Jungpferde zur Verfügung. Diese Infrastruktur bietet optimale Bedingungen für die Pferdezucht und -aufzucht. Bereits 1776 stellte der Geologe Jean André de Luc fest, dass der Boden „ganz unter den Händen der Natur geblieben“ sei.
Der erste Jahrgang auf eigenem Boden im Jahr 2001 brachte bereits erfolgreiche Pferde hervor, darunter die Stakes-Pferde Qsar und Koonunga Hill sowie Pepples Beach, die Mutter der Gruppesiegerin Prakasa. In den folgenden Jahren folgten weitere Top-Rennpferde wie der mehrfache Gruppensieger und Zweitplatzierte im G1 Dallmayr-Preis Precious Boy, der Top-Steher Flamingo Fantasy, die klassische Siegerin Kali, der beständige Gruppensieger Devastar und die Winterkönigin des Jahres 2015, Dhaba.
Zu den bemerkenswerten Anerkennungen zählen die Zucht von Soldier Hollow und Dschingis Secret, die beide als Galopper des Jahres ausgezeichnet wurden und bedeutende Beiträge in der Pferdezucht und im Rennsport leisteten. Weitere Erfolge umfassen den dreifachen Gewinn des Dallmayr-Preises, sowie den Derbysieg von Sammarco, der internationale Beachtung fand. Diese Erfolge unterstreichen von Fincks außergewöhnliche Expertise und sein kontinuierliches Engagement für die Entwicklung des Pferdesports.
Die Zuchtstätte Park Wiedingen erlangte internationale Anerkennung durch Pferde wie Dschingis Secret, der 2017 den späteren Arc-Zweiten Cloth Of Stars im G2 Qatar Prix Foy besiegte und zum Galopper des Jahres 2017 gewählt wurde. Weitere erfolgreiche Nachkommen von Soldier Hollow aus der Zucht von Park Wiedingen sind Wai Key Star, Fosun, Nymeria und Diana Storm.
Auch Käufer von Park Wiedinger Pferden erzielen national und international große Erfolge. Beispiele hierfür sind der Derby Italiano-Sieger von 2012, Feuerblitz, die Schwarzgold-Siegerin Quelle Amore und der irische Derby-Sieger von 2008, Frozen Fire. In jüngster Zeit hat besonders der in Hong Kong lebende Besitzer Horst Pudwill mit Produkten aus Park Wiedingen bedeutende Erfolge erzielt, wobei Dschingis Secret hier eine besondere Stellung einnimmt.

## Erbangelegenheiten
Im Jahr 1985 verzichtete von Finck gegen eine Abfindung von 65 Millionen DM auf sein väterliches Erbe. Spätere juristische Auseinandersetzungen hinsichtlich dieses Erbverzichts sind seit 2019 erledigt.

## Privates
Helmut von Finck ist Vater von zwei Töchtern und einem Sohn. Nach seiner ersten Ehe heiratete er 2023 in zweiter Ehe die Managerin Kerstin Brieskorn.